# Лекарственный
Лека́рственный (другое название — Совхоза «Лекраспром») — посёлок в Новоусманском районе Воронежской области. Входит в Рогачёвское сельское поселение.

## Население
| 2008 | 2010 |
| ---- | ---- |
| 320  | ↗323 |

## Экономика
В посёлке работает ООО «Лекарственное», основным видом деятельности которого является выращивание прочих сельскохозяйственных культур.